# Supercoupe de Suède féminine de football
La Supercoupe de Suède de football féminin (en suédois: Supercupen damer) est une compétition de football féminin opposant le club champion de Suède au club vainqueur de la coupe de Suède, disputée sur un match unique. 
Ce trophée a été créé en 2007.

## Palmarès
| Saison | Vainqueur               | Score         | Finaliste               |
| ------ | ----------------------- | ------------- | ----------------------- |
| 2007   | Umeå IK                 | 3-1           | Linköpings FC           |
| 2008   | Umeå IK                 | 3-0           | Djurgårdens IF Dam      |
| 2009   | Linköpings FC           | 1-0           | Umeå IK                 |
| 2010   | Linköpings FC           | 2-0           | Umeå IK                 |
| 2011   | LdB FC Malmö            | 2-1           | KIF Örebro              |
| 2012   | LdB FC Malmö            | 2-1           | Kopparbergs/Göteborg FC |
| 2013   | Kopparbergs/Göteborg FC | 2-2ap, 4-2tab | Tyresö FF               |
| 2014   | non disputée            | non disputée  | non disputée            |
| 2015   | FC Rosengård            | 1-0           | Linköpings FC           |
| 2016   | FC Rosengård            | 2-1           | Linköpings FC           |

## Source
- (sv) Site de la Fédération suédoise de football